# Idrottsförening Brommapojkarna
L'Idrottsförening Brommapojkarna, meglio noto come IF Brommapojkarna è una società calcistica svedese con sede a Stoccolma.
Prende il nome da Bromma, sobborgo occidentale della capitale svedese, e il suo nome significa, alla lettera, I ragazzi di Bromma.
Milita in Allsvenskan, la massima divisione del campionato svedese.
Con circa 250 squadre – gran parte delle quali appartenenti al settore giovanile – e 5 000 membri attivi, è considerata la più grande associazione calcistica d'Europa. Dal suo vivaio, uno dei più fiorenti a livello nazionale, sono usciti giocatori tra cui Viktor Gyökeres, Lucas Bergvall, Dejan Kulusevski e Albin Ekdal.

## Storia
Fondato il 13 aprile 1942 nel quartiere di Bromma a Stoccolma, nei suoi primi decenni di esistenza militò sempre nelle serie minori.
Al termine della stagione 1969, la squadra centrò per la prima volta la promozione in Division II, che all'epoca rappresentava il secondo livello del calcio svedese. Retrocedette in Division III nel 1975 e nel 1978, risalendo immediatamente dopo una sola annata in entrambi i casi, mentre a seguito della retrocessione del 1980 per riconquistare la categoria furono necessari due anni. Chiuse poi il campionato di Division II 1984 al quarto posto, a soli due punti da quella che sarebbe stata la prima promozione in Allsvenskan. Ancora migliore fu il campionato 1986, chiuso al secondo posto, ad un solo punto dal primo posto che valeva l'unica promozione del proprio raggruppamento. Il club mantenne la categoria fino al 1991, quando scese in terza serie salvo poi risalire rapidamente. Una nuova retrocessione in terza serie si verificò al termine dell'annata 1997, seguita da una nuova risalita immediata e da una nuova retrocessione. Tra il 2002 e il 2006 ci fu un'altra parentesi nel campionato cadetto.
La prima storica promozione in Allsvenskan arrivò alla fine della stagione 2006, che vide i rossoneri chiudere al terzo posto per poi sconfiggere l'Häcken in un doppio spareggio. Il debutto nella massima serie nazionale, tuttavia, coincise con l'ultimo posto e la retrocessione in Superettan. Nonostante ciò, nel 2008 la squadra riuscì a bissare l'esito di due anni prima, con un nuovo terzo posto in classifica e una nuova promozione dopo gli spareggi, questa volta ottenuta grazie alla regola dei gol fuori casa a seguito di un doppio pareggio contro il Ljungskile. La seconda parentesi nella massima serie si aprì con una salvezza, con il dodicesimo posto nell'Allsvenskan 2009, ma il piazzamento non venne ripetuto l'anno successivo quando arrivò invece un ultimo posto.

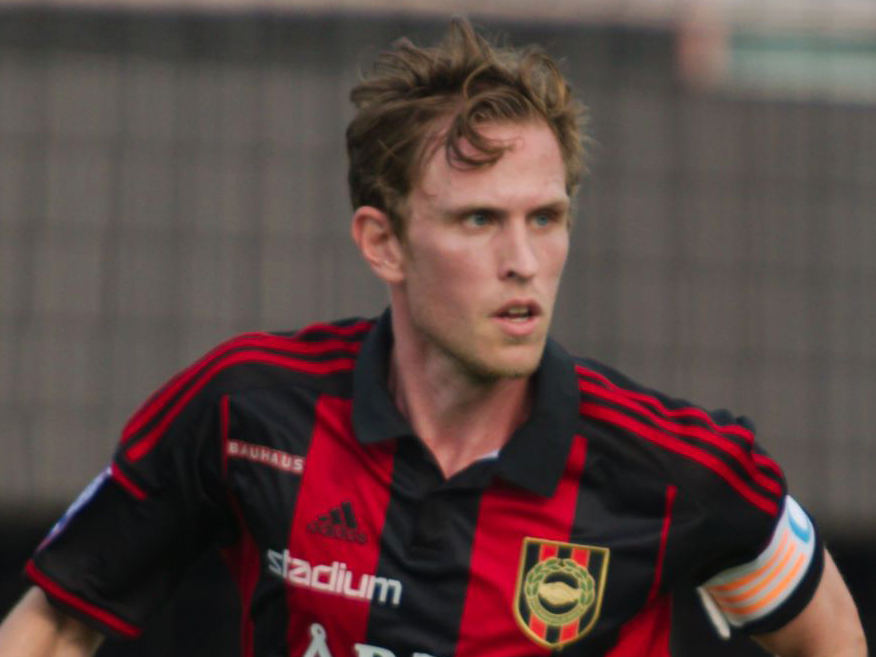
Pontus Segerström nel 2014

La terza promozione in Allsvenskan della storia del club arrivò con il secondo posto nella Superettan 2012. Nell'Allsvenskan 2013 ottenne un tredicesimo posto e quindi anche la salvezza, mentre nel 2014 venne ammesso per la prima volta alla UEFA Europa League, in virtù al secondo posto ottenuto dalla Svezia nel premio Fair Play istituito dalla UEFA. Il Brommapojkarna superò i finlandesi del VPS nel primo turno preliminare e i nordirlandesi del Crusaders nel secondo turno, qualificandosi per il terzo turno nel quale venne sconfitto dal Torino sia all'andata (0-3) sia al ritorno (4-0), terminando così la sua prima e ad oggi unica esperienza nelle coppe continentali.
La stagione 2014 però coincise anche con l'inizio di una lunga serie di saliscendi, fatta di retrocessioni e promozioni consecutive. Al termine di quell'anno infatti la squadra scese in Superettan, mentre ad ottobre il capitano Pontus Segerström morì per un tumore al cervello. Nel 2015 arrivò un'ulteriore retrocessione, la seconda nel giro di due anni, che fece scendere i rossoneri in terza serie. Nel 2016 e nel 2017, sotto la guida del tecnico Olof Mellberg, il Brommapojkarna risalì immediatamente nella massima serie, conquistando due promozioni in due anni. Altrettanto rapido fu però il nuovo ritorno in seconda e in terza serie, con altre due retrocessioni consecutive rimediate nel giro di due anni nel 2018 e nel 2019. Nel 2020 la promozione sfumò solo ai calci di rigore, ma nel 2021 e nel 2022 il club ottenne due nuove promozioni di fila che lo riportarono dalla terza serie all'Allsvenskan nel giro di un biennio. Da lì in poi arrivò la salvezza sia nel 2023 che nel 2024; in quest'ultima annata, Nikola Vasić si distinse come capocannoniere dell'intero campionato con 17 gol, diventando il primo giocatore nella storia del club a riuscirci.

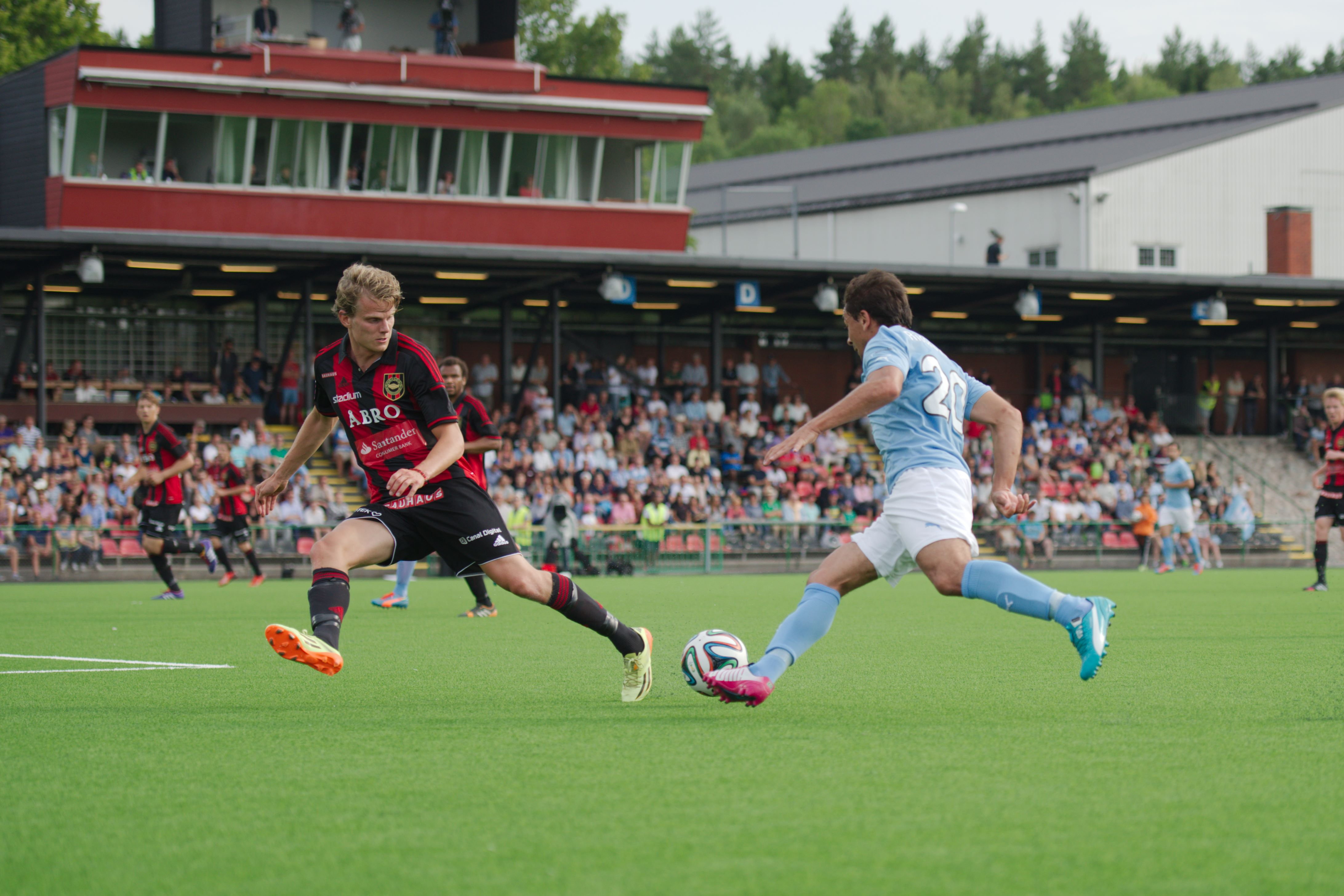
Un'immagine di Brommapojkarna-Malmö FF al Grimsta IP nel 2014

## Stadio
Solitamente il club gioca le proprie partite interne al Grimsta IP, che ha una capacità di 8.000 spettatori. Tuttavia, in passato, alcune partite interne contro le squadre maggiori di Stoccolma si sono disputate presso la più capiente Tele2 Arena visto il maggiore seguito popolare di questi club.

## Palmarès

### Competizioni nazionali
- Superettan: 2

2017, 2022
- Division 1: 2

2016, 2021
- Division 2: 1

1998, 2000, 2001

### Competizioni giovanili
- Bardolino Champions Cup (Europe Cup): 2

2018, 2023

### Altri piazzamenti
- Coppa di Svezia:

Semifinalista: 1995-1996, 2016-2017
- Superettan:

Secondo posto: 2012
Terzo posto: 2006, 2008
- UEFA Fair Play ranking: 1

2013-2014

## Statistiche

### Statistiche nelle competizioni UEFA
Tabella aggiornata alla fine della stagione 2017-2018.
| Competizione                  | Partecipazioni | G | V | N | P | RF | RS |
| ----------------------------- | -------------- | - | - | - | - | -- | -- |
| Coppa UEFA/UEFA Europa League | 1              | 6 | 2 | 1 | 3 | 8  | 10 |

## Rosa 2025
| N. |                      | Ruolo | Calciatore                           |
| -- | -------------------- | ----- | ------------------------------------ |
| 1  | Svezia (bandiera)    | P     | Lucas Hägg-Johansson                 |
| 2  | Islanda (bandiera)   | D     | Hlynur Freyr Karlsson                |
| 3  | Norvegia (bandiera)  | D     | Even Hovland                         |
| 4  | Svezia (bandiera)    | D     | Amadeus Sögaard                      |
| 5  | Norvegia (bandiera)  | D     | Liiban Abdirahman Abadid             |
| 6  | Svezia (bandiera)    | C     | Gustav Sandberg Magnusson (capitano) |
| 7  | Svezia (bandiera)    | C     | Oscar Pettersson                     |
| 8  | Sudafrica (bandiera) | A     | Liam Jordan                          |
| 9  | Svezia (bandiera)    | A     | Nikola Vasic                         |
| 10 | Svezia (bandiera)    | C     | Marijan Cosic                        |
| 11 | Svezia (bandiera)    | D     | Monir Jelassi                        |
| 12 | Svezia (bandiera)    | C     | Wilmer Odefalk                       |
| 13 | Svezia (bandiera)    | C     | Ludvig Fritzson                      |
| 14 | Svezia (bandiera)    | D     | Jesper Löfgren                       |

| N. |                               | Ruolo | Calciatore                 |
| -- | ----------------------------- | ----- | -------------------------- |
| 15 | Svezia (bandiera)             | C     | Samuel Leach Holm          |
| 17 | Danimarca (bandiera)          | C     | Alexander Jensen           |
| 18 | Svezia (bandiera)             | A     | Alexander Johansson        |
| 20 | Svezia (bandiera)             | P     | Filip Sidklev              |
| 22 | Iraq (bandiera)               | D     | Rebin Sulaka               |
| 23 | Svezia (bandiera)             | D     | Tim Söderström             |
| 24 | Svezia (bandiera)             | C     | Kevin Ackermann            |
| 26 | Armenia (bandiera)            | D     | André Calisir              |
| 27 | Svezia (bandiera)             | C     | Zeidane Inoussa            |
| 77 | Danimarca (bandiera)          | D     | Frederik Ørsøe Christensen |
|    | Macedonia del Nord (bandiera) | D     | Leonard Žuta               |
|    | Svezia (bandiera)             | C     | Alex Timossi Andersson     |
|    | Svezia (bandiera)             | P     | Otega Ekperuoh             |